# Grandview (Ohio)
Grandview is een plaats (census-designated place) in de Amerikaanse staat Ohio, en valt bestuurlijk gezien onder Hamilton County.

## Demografie
Bij de volkstelling in 2000 werd het aantal inwoners vastgesteld op 1391.

## Geografie
Volgens het United States Census Bureau beslaat de plaats een oppervlakte van
12,2 km², waarvan 11,3 km² land en 0,9 km² water.

## Plaatsen in de nabije omgeving
De onderstaande figuur toont nabijgelegen plaatsen in een straal van 8 km rond Grandview.